# Mohammad Ghazi
Mohammad Ghazi (tiếng Ba Tư: محمد قاضی; sinh ngày 30 tháng 12 năm 1984) là một tiền đạo bóng đá người Iran hiện tại thi đấu cho Padideh ở Persian Gulf Pro League.

## Sự nghiệp
Ghazi gia nhập Zob Ahan năm 2009 sau 2 mùa giải ở Foolad. Anh ký bản hợp đồng 2 năm với Persepolis ngày 30 tháng 5 năm 2012. After spending one season at Persepolis which he was almost on the bench and not a starter, he terminated his contract with the club. Anh gia nhập Esteghlal cùng với a one-year contract before the start of mùa giải 2013–14. He extended his contract cùng với Esteghlal for another two years ngày 14 tháng 6 năm 2014.

### Thống kê sự nghiệp câu lạc bộ
Tính đến 31 tháng 12 năm 2017.
| Câu lạc bộ          | Hạng đấu            | Mùa giải            | Giải vô địch | Giải vô địch | Cúp Hazfi | Cúp Hazfi | Châu Á  | Châu Á    | Tổng    | Tổng      |
| Câu lạc bộ          | Hạng đấu            | Mùa giải            | Số trận      | Bàn thắng    | Số trận   | Bàn thắng | Số trận | Bàn thắng | Số trận | Bàn thắng |
| ------------------- | ------------------- | ------------------- | ------------ | ------------ | --------- | --------- | ------- | --------- | ------- | --------- |
| Foolad              | Hạng đấu 1          | 2007–08             | 24           | 6            | 5         | 2         | –       | –         | 31      | 8         |
| Foolad              | Pro League          | 2008–09             | 28           | 6            | 3         | 0         | –       | –         | 31      | 6         |
| Zob Ahan            | Pro League          | 2009–10             | 28           | 3            | 5         | 4         | 12      | 2         | 45      | 9         |
| Zob Ahan            | Pro League          | 2010–11             | 26           | 6            | 1         | 0         | 7       | 4         | 34      | 10        |
| Zob Ahan            | Pro League          | 2011–12             | 29           | 7            | 2         | 1         | 1       | 0         | 32      | 9         |
| Persepolis          | Pro League          | 2012–13             | 22           | 3            | 3         | 0         | –       | –         | 25      | 3         |
| Esteghlal           | Pro League          | 2013–14             | 25           | 7            | 3         | 0         | 10      | 4         | 38      | 11        |
| Esteghlal           | Pro League          | 2014–15             | 15           | 4            | 2         | 1         | –       | –         | 17      | 5         |
| Foolad              | Pro League          | 2014–15             | 8            | 3            | 0         | 0         | 3       | 0         | 11      | 3         |
| Saba Qom            | Pro League          | 2015-16             | 27           | 5            | 0         | 0         | –       | –         | 27      | 5         |
| Naft Tehran         | Pro League          | 2016-17             | 26           | 9            | 3         | 3         | –       | –         | 29      | 12        |
| Padideh             | Pro League          | 2017-18             | 16           | 9            | 1         | 0         | –       | –         | 17      | 9         |
| Tổng cộng sự nghiệp | Tổng cộng sự nghiệp | Tổng cộng sự nghiệp | 274          | 68           | 25        | 11        | 31      | 10        | 330     | 89        |

- Kiến tạo

| Mùa giải | Đội bóng   | Kiến tạo |
| -------- | ---------- | -------- |
| 09–10    | Zob Ahan   | 2        |
| 10–11    | Zob Ahan   | 1        |
| 11–12    | Zob Ahan   | 2        |
| 12–13    | Persepolis | 2        |
| 13–14    | Esteghlal  | 1        |
| 14–15    | Esteghlal  | 0        |

## Sự nghiệp quốc tế
Anh được triệu tập vào đội tuyển quốc gia tham dự vòng loại Giải vô địch bóng đá thế giới 2014 bởi huấn luyện viên Carlos Queiroz.

### Bàn thắng quốc tế
Tỉ số và kết quả liệt kê bàn thắng của Iran trước.
| # | Thời gian           | Địa điểm                        | Đối thủ   | Tỉ số | Kết quả | Giải đấu |
| - | ------------------- | ------------------------------- | --------- | ----- | ------- | -------- |
| 1 | 5 tháng 10 năm 2011 | Sân vận động Azadi, Tehran      | Palestine | 1–0   | 7–0 W   | Giao hữu |
| 2 | 23 tháng 2 năm 2012 | Sân vận động Zabeel, Dubai      | Jordan    | 1–2   | 2–2 D   | Giao hữu |
| 3 | 15 tháng 8 năm 2012 | Sân vận động Széktói, Kecskemét | Tunisia   | 1–1   | 2–2 D   | Giao hữu |

## Danh hiệu

### Câu lạc bộ
Zob Ahan
- AFC Champions League: 2010 (Á quân)
- Iran Pro League: 2009–10 (Á quân)

Persepolis
- Cúp Hazfi: 2012–13 (Á quân)

Naft Tehran
- Cúp Hazfi (1): 2016–17